# 닥터 슬럼프의 등장인물 목록
다음은 도리야마 아키라가 그린 만화인 《닥터 슬럼프》와 이를 원작으로 하여 제작된 여러 TV판·극장판 애니메이션들에 등장하는 인물들의 목록이다.
편의상 본 문서에서는 1981년에 방영된 Dr. 슬럼프 아라레쨩은 '제1작'으로, 1997년에 방영된 닥터 슬럼프는 '제2작'으로 표기하며, 제1작의 한국어판 성우는 2008년에 방영된 재능TV판 기준으로 명시한다.

## 노리마키 가족
노리마키 센베 (則巻千兵衛, 슬럼프 박사)
-  일본 성우: 우츠미 켄지(제1작), 야라 유사쿠(제2작)
-  대한민국 성우: 최한(제1작), 박지훈(제2작)
- 배우: 나카조 아야미(GU 광고)

닥터 슬럼프 주인공이다. 노리마키 아라레의 개발자이자 오빠이며, 미도리의 남편이다. 스스로 천재 박사임을 자처하지만, 개발하는 발명품 마다 대부분 실패작이 되어 주변 사람들의 비난을 심심찮게 받는다.
노리마키 아라레 (則巻アラレ, 송아리)
-  일본 성우: 코야마 마미(제1작), 카와타 타에코(제2작)
-  대한민국 성우: 김서영

노리마키 센베와 함께 닥터 슬럼프의 주인공이다. 노리마키 센베 박사에 의해 개발된 로봇으로, 순수한 성격을 지니고 있으며 지구를 반으로 쪼갤 만큼의 막강한 힘을 가지고 있다.
노리마키 가지라(갓짱) (則巻ガジラ, 피피)
-  일본 성우: 나카노 세이코(제1작), 사와구치 치에(제2작)
-  대한민국 성우: 채의진

정체를 알 수 없는 생명체로, 아기 천사의 모습을 하고 있다. 제1작에서는 아라레가 타임 슬리퍼를 타고 원시 시대로 갔다가 원시인으로부터 받은 아기로 나오며, 제2작에서는 아라레가 타임 슬리퍼를 타고 쥬라기 시대로 갔다가 공룡으로부터 받은 알에서 태어난 아기로 나온다. 아라레가 '노리마키 가지라'라는 이름을 지어줌으로서, 아라레의 동생이자 노리마키 가족의 구성원이 된다.
야마부키 미도리 (山吹みどり, 홍단비)
-  일본 성우: 무카이 마리코(제1작), 미나구치 유코(제2작)
-  대한민국 성우: 박영희

센베의 부인이자 아라레가 다니는 펭귄중학교에 재직중인 교사이며, 아라레의 담임을 맡은 적도 있다. 센베와 결혼한 후의 이름은 '노리마키 미도리'이다.
오봇차만 (オボッチャマン, 도롱이)
-  일본 성우: 호리에 미츠코(제1작), 쿠마이 모토코(제2작)
-  대한민국 성우: 이미자

아라레의 친구이자 조력자로 지내면서 속으로는 아라레를 짝사랑하다가 훗날 아라레와 결혼하게 된다. 개발자인 마시리토 박사로부터 버림 받기 이전까지의 이름은 '캐러멜 보이' 또는 '캐러멜 4호'이다.
노리마키 터보 (則巻ターボ)
- 성우: 미타 유코(TV 애니메이션), 마츠이 마미(극장판)

센베와 미도리 사이에서 태어난 장남이다.
노리마키 니트로 (則巻ニトロ)
센베와 미도리 사이에서 태어난 차녀이다.

## 소라마메 가족
소라마메 타로 (空豆タロウ, 서태수)
-  일본 성우: 후루카와 토시오(제1작), 오타 신이치로(제2작)
-  대한민국 성우: 엄상현(제1작), 최원형(제2작)

아라레의 학교 선배이자 피스케의 형이다.
소라마메 피스케 (空豆ピースケ, 서따지)
-  일본 성우: 진보 나오미(제1작), 우라와 메구미(제2작)
-  대한민국 성우: 조현정(제1작), 윤성혜(제2작)
- 배우: 코라 켄고(GU 광고)

아라레의 친구이자 타로의 남동생이다. 나이에 비해 작은 체구로 인해 종종 아카네에게 놀림을 받는다.
소라마메 크리킨톤 (空豆クリキントン, 태수 아빠)
-  일본 성우: 토타니 코우지(제1작), 카네미츠 노부아키 (제2작)
-  대한민국 성우: 황윤걸

타로와 피스케의 아버지로, 아라레의 엄청난 팬이기도 하다. 전직 형사였으며 현재는 미용사로 일하고 있다.
소라마메 마메 (空豆まめ)
- 성우: 나카타니 유미

타로와 피스케의 어머니이자 크리킨톤의 부인, 아카네의 어머니인 무라사키의 언니이다.
히요코 (ヒヨコ)
- 성우: 시마주 사에코(제1작), 쿠와시마 호코(제2작)

피스케의 여자친구이자 미래의 부인이다. 아라레가 쏜 데카치비 광선총에 의해 몸이 작아져 딱정벌레에게 위협을 받던 중 피스케로부터 구출되고, 자신의 목숨을 구해준 피스케와 서로 호감을 갖고 교제하게 된다. 훗날 피스케와 결혼한 후의 이름은 '소라마메 히요코'이다.

## 키미도리 가족
키미도리 아카네 (木緑 あかね, 박미리·강미리)
-  일본 성우: 스기야마 카즈코(제1작), 코니시 히로코(제2작)
-  대한민국 성우: 박신희(제1작), 박선영(제2작)
- 배우: 우치다 유키(GU 광고)

아라레의 친구이다. 장난치는 것을 좋아하여 종종 다른 사람들을 골탕 먹이고 다닌다.
키미도리 아오이 (木緑 葵, 미리 언니)
- 성우: 진보 나오미(제1작), 에모리 히로코(제2작)

아카네의 언니이다. 키미도리 가족이 운영하는 커피숍인 '커피 팟'에서 일하고 있으며, 동생 아카네와는 다르게 얌전한 성격을 가지고 있다. 종종 커피숍에 놀러오는 센베의 말동무가 되어주기도 한다.
키미도리 콘 (木緑 紺, 미리 아빠)
-  일본: 긴가 반죠(제1작), 타나카 히데유키(제2작)
-  대한민국: 이종혁

아카네와 아오이의 아버지이다.
키미도리 무라사키 (木緑 紫, 미리 엄마)
아카네와 아오이의 어머니이자 콘의 부인, 타로와 피스케의 어머니인 마메의 동생이다.

## 츤 가족
츤 츠쿠츤 (摘突詰, 왕소룡)
-  일본 성우: 치바 시게루(제1작), 오키아유 료타로(제2작)
-  대한민국 성우: 김영선

츤 가족의 차남이자 쿵푸를 연마하고 있는 무술인이다. 여자가 만지면 본의가 아니게 호랑이의 모습으로 변신되어 주변 사람을 놀래키기도 하며, 남자가 만지면 원래의 모습으로 되돌아 온다. 아카네에게 호감을 가지고 있으며, 훗날 아카네와 결혼하게 된다.
츤 츠루린 (摘鶴燐, 왕귀비)
-  일본 성우: 미타 유코(제1작), 쿠와시마 호코(제2작)
-  대한민국 성우: 채의진

츤 가족의 장녀이자 츠쿠츤의 누나로, 초능력을 가지고 있다. 타로에게 호감을 가지고 있으며, 훗날 타로와 결혼하게 된다.
츤 츠루텐 (摘鶴天, 왕서방)
-  일본 성우: 오타케 히로시(제1작), 야다 코우지(제2작)
-  대한민국 성우: 故 김호성

츤 가족의 가장이자 츠쿠츤과 츠루린의 아버지로, 발명가이다. 가족들과 우주 여행을 즐기기 위해 우주선을 개발하여 가족들을 데리고 중국에서 출발하였으나, 우주선의 오작동으로 인해 가족들과 함께 펭귄 마을에 불시착하게 된다.
츤 츠노다노테이유고(츤 부인) (摘詰角田野廷遊豪, 왕탕수육짬뽕깐풍기·소룡 엄마)
-  일본 성우: 호리에 미쓰코(제1작), 토미자와 미치에(제2작)
-  대한민국 성우: 기경옥

츠쿠츤과 츠루린의 어머니이자, 츠루텐의 부인이다.

## 그 외 인물
마시리토 박사 (マシリト, 마실릿 박사)
-  일본 성우: 노자와 나치→노다 케이치(제1작), 오키아유 료타로(제2작)
-  대한민국 성우: 이종혁

오봇챠맨의 개발자이자 센베의 라이벌이며, 세계를 정복할 야망을 가지고 있는 악당이다. 라이벌인 센베가 개발한 로봇인 아라레를 파괴하기 위해 여러차례 로봇을 개발하였으나, 개발된 로봇은 대부분 아라레에게 파괴당했다.
슷빠만 (スッパマン, 슈퍼맨)
-  일본 성우: 겐다 테쇼(제1작), 후루야 도루(제2작)
-  대한민국 성우: 홍진욱(제1작), 김관철(제2작)

자신이 펭귄 마을을 지키는 영웅임을 자처하지만, 강자 앞에서 무릎을 꿇고 약자를 골탕먹이고 다니는 비열한 캐릭터이다. 정의를 위해 힘 쓴다는 자신의 말과는 달리, 실제로는 자신의 재미와 이익을 위해서만 힘을 쓰느라 오히려 일을 만들고 다니며, 펭귄 마을 주민들의 기피 대상 1호가 된다. 평소에는 일반인의 복장을 하고 있다가 위급한 상황을 목격하면 가까운 공중전화 박스에 숨어 슈퍼맨 복장으로 갈아입고 나온다.
니코챤 대왕 (ニコチャン大王, 가분수 대왕)
-  일본 성우: 오타케 히로시(제1작), 시마다 빈(제2작)
-  대한민국 성우: 사성웅(제1작), 권혁수(제2작)

외계인이다. 지구를 정복하기 위해 부하와 함께 우주선을 타고 지구로 접근하던 중 지구 밖에서 놀고 있던 아라레와 갓짱을 만나게 되고, 갓짱에게 우주선을 갉아먹혀 지구에 불시착하게 된다. 이후, 고향으로 돌아가기 위해 우주선을 살 돈을 마련하고자 부하와 함께 지구에서 열심히 아르바이트를 뛰게 된다. 몸통이 없으며, 팔과 다리가 머리에 달려있고 코와 엉덩이는 머리 위에 달려있는 우스꽝스러운 생김새를 가지고 있다. 영리한 부하와는 다르게 굉장히 멍청하고 순진하다.
사라다 키노코 (皿田きのこ, 꼭지)
-  일본 성우: 스기야마 카즈코(제1작), 우에무라 노리코(제2작)
-  대한민국 성우: 엄현정

펭귄 마을에 사는 여자 아이이다. 단발 머리를 하고 있으며, 항상 세발 자전거를 끌고 다닌다.